# 432 км (зупинний пункт)
432 кіломе́тр — пасажирська зупинна залізнична платформа Лиманської дирекції Донецької залізниці.
Розташована поблизу с. Новобахмутівка (поруч садово-дачні ділянки), Покровський район, Донецької області на лінії Ясинувата-Пасажирська — Покровськ між станціями Авдіївка (11 км) та Очеретине (3 км).
Станом на початок 2016 р. через платформу слідують приміські електропоїзди, проте не зупиняються.